# Zamek w Saint-Fargeau
Zamek w Saint-Fargeau (fr. Château de Saint-Fargeau) – renesansowa warownia we francuskiej miejscowości Saint-Fargeau.

## Historia
Zamek wzniesiono w X wieku na zlecenie biskupa Auxerre Heryberta. Warownia wielokrotnie zmieniała swoich właścicieli, a byli nimi m.in. kupiec Jacques Cœur oraz księżna Anna Maria Ludwika d’Orléans. W XVII zamek spłonął. Odbudowano go w podobnej formie do tej sprzed zniszczeń, a obecny wygląd osiągnął po renowacjach w XIX i XX wieku. W 1945 roku obiekt wpisano do rejestru zabytków i od tego czasu jest udostępniony do zwiedzania.

## Architektura
Budowla wzniesiona na planie pięciokąta, obecnie posiada styl renesansowy. Każdy z narożników bryły jest zaakcentowany poprzez okrągłe baszty przykryte hełmami z latarniami. Zamek jest wzniesiony z czerwonej cegły oraz nieotynkowany, okna zdobią kamienne obramowania i szaroniebieskie okiennice.

## Galeria

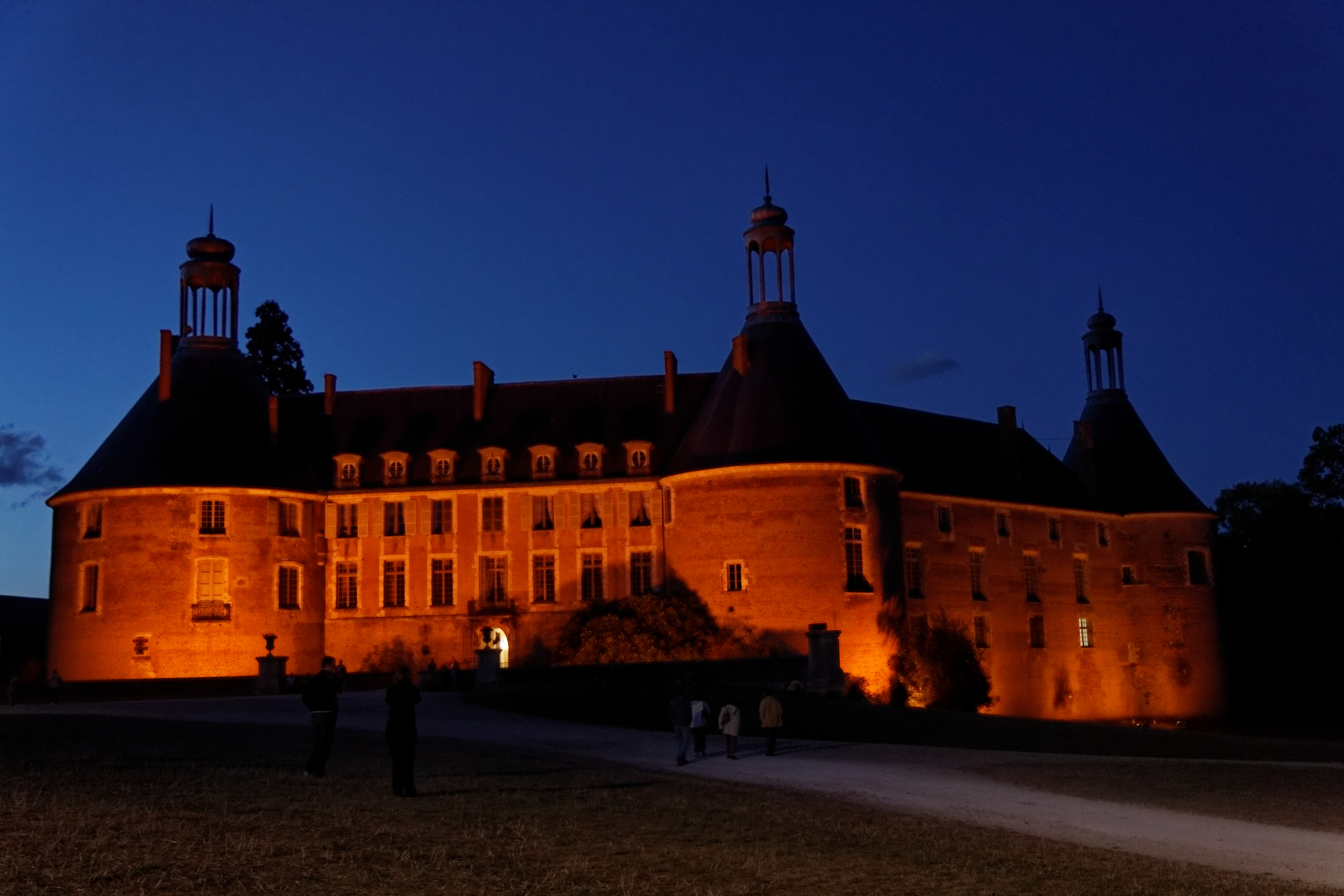
Nocą
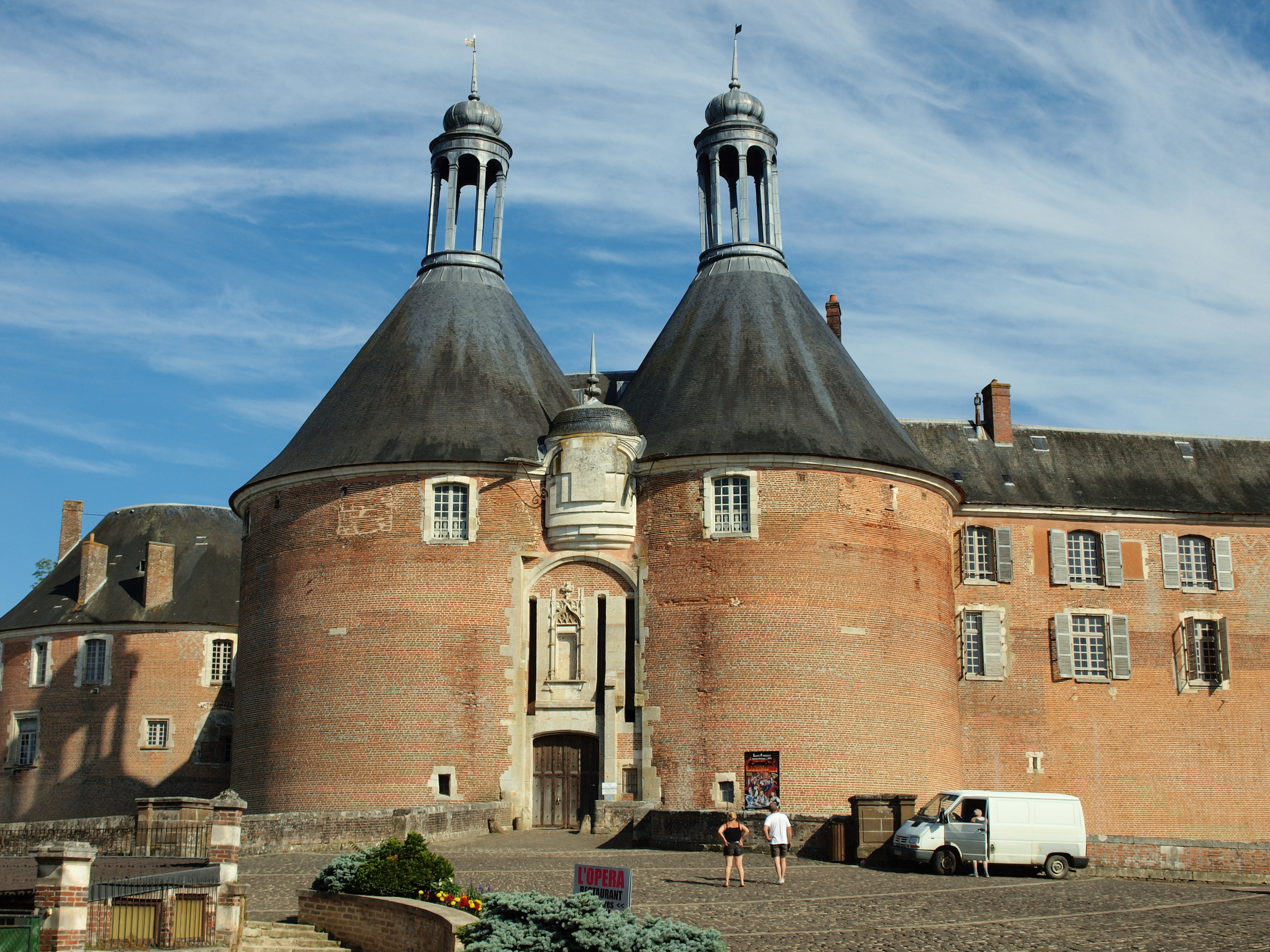
Brama główna
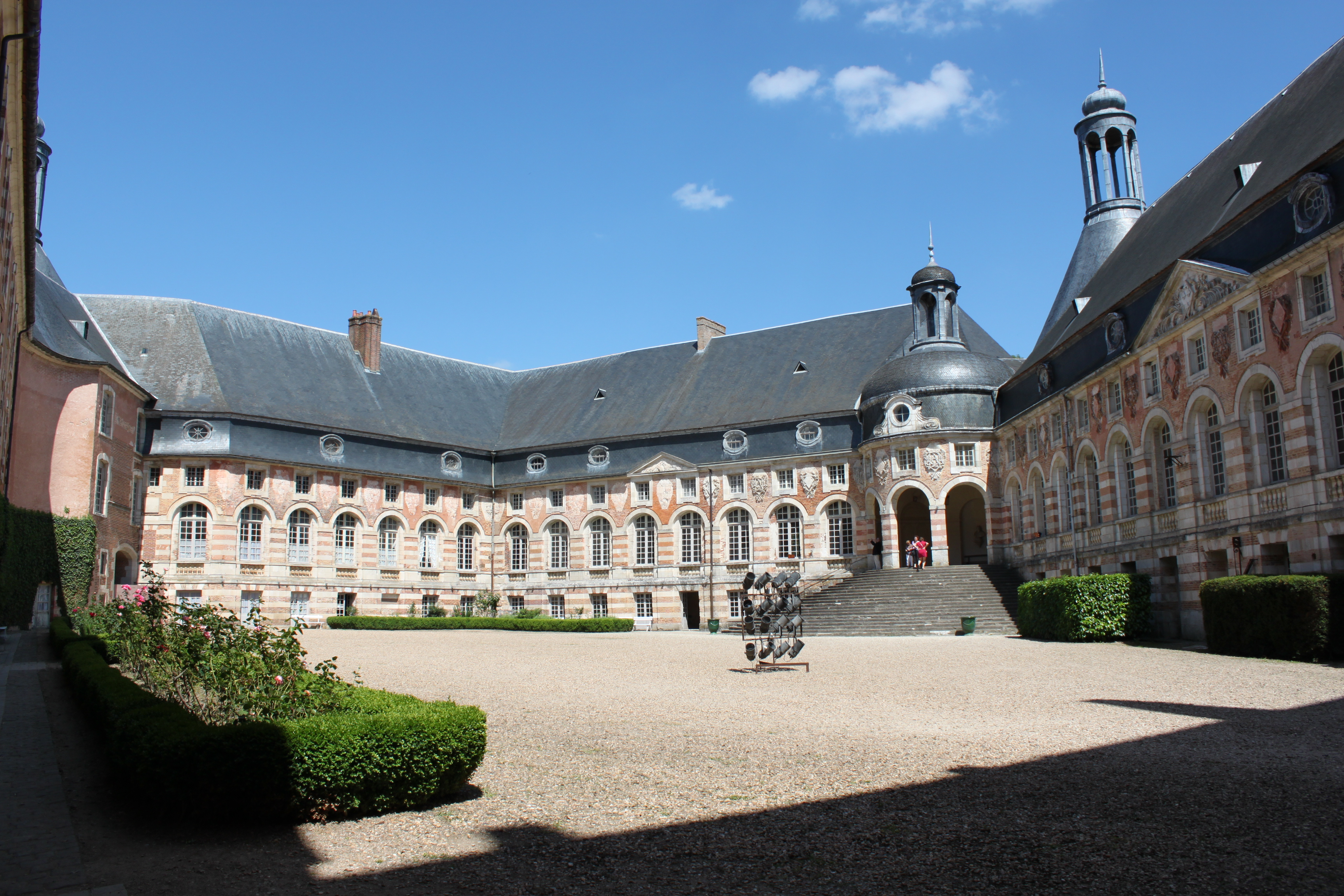
Dziedziniec
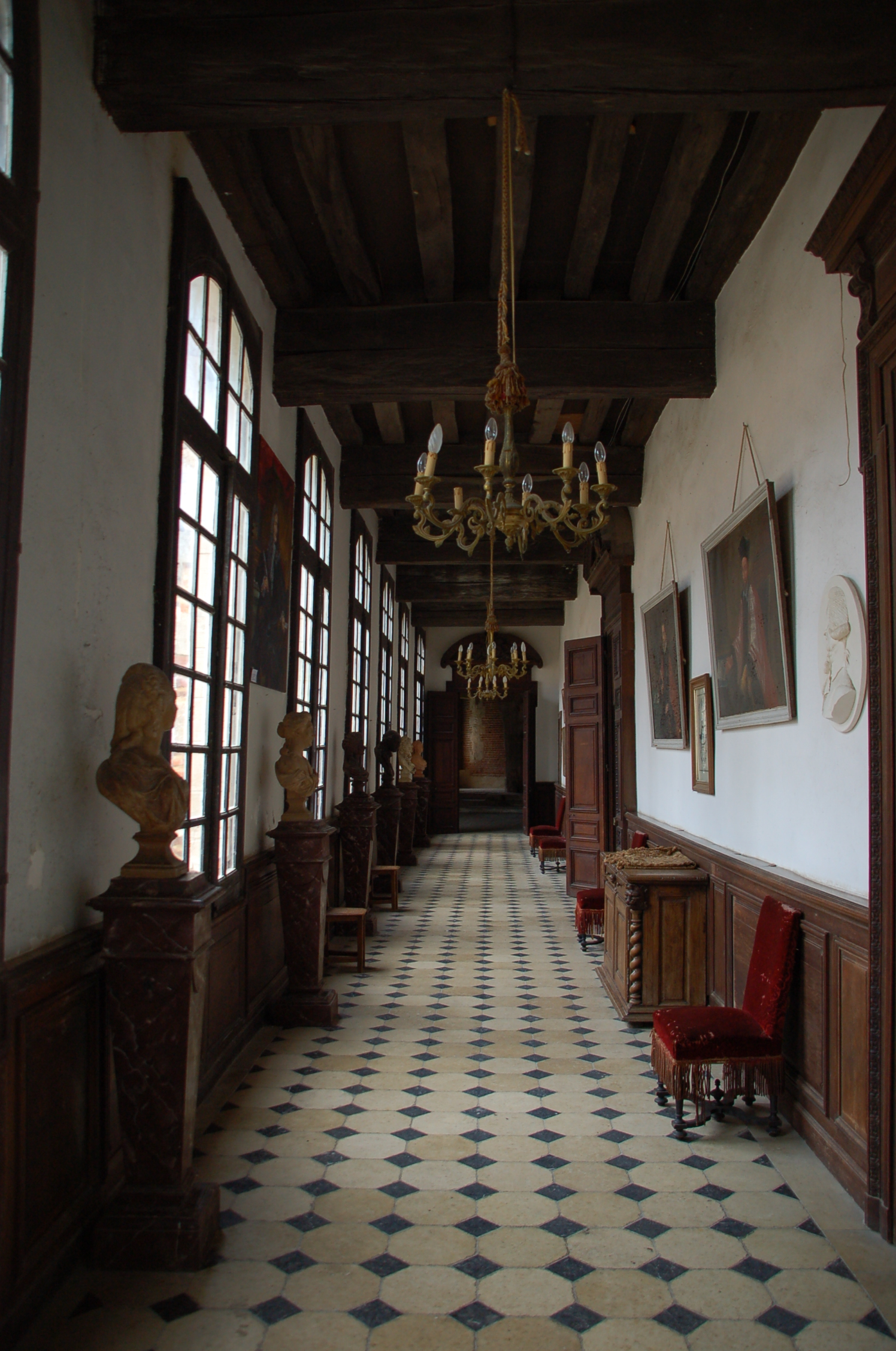
Korytarz